# Tom Fritsche
Pour les articles homonymes, voir Fritsche.
Tom Fritsche (né le 30 septembre 1986 à Parma, dans l'État de l'Ohio aux États-Unis) est un joueur professionnel de hockey sur glace professionnel de hockey sur glace Américano-Suisse. Il évolue au poste de ailier gauche. Il est le frère de Dan Fritsche.

## Carrière de joueur
Il a été repêché au 2e tour, 47e au total par les Avalanche du Colorado au repêchage d'entrée de 2005. Il passe professionnel dans la Ligue américaine de hockey avec les Monsters du lac Érié en 2008.

## Statistiques
| Saison      | Équipe                | Ligue       |     | Saison régulière | Saison régulière | Saison régulière | Saison régulière | Saison régulière |   | Séries éliminatoires | Séries éliminatoires | Séries éliminatoires | Séries éliminatoires | Séries éliminatoires |
| Saison      | Équipe                | Ligue       | PJ  | B                | A                | Pts              | Pun              | PJ               | B | A                    | Pts                  | Pun                  |                      |                      |
| 2004-2005   | Buckeyes d'Ohio State | NCAA        | 42  | 11               | 34               | 45               | 38               | -                | - | -                    | -                    | -                    |                      |                      |
| 2005-2006   | Buckeyes d'Ohio State | NCAA        | 37  | 11               | 19               | 30               | 16               | -                | - | -                    | -                    | -                    |                      |                      |
| 2006-2007   | Buckeyes d'Ohio State | NCAA        | 19  | 5                | 8                | 13               | 8                | -                | - | -                    | -                    | -                    |                      |                      |
| 2007-2008   | Buckeyes d'Ohio State | NCAA        | 39  | 5                | 14               | 19               | 28               | -                | - | -                    | -                    | -                    |                      |                      |
| 2007-2008   | Monsters du lac Érié  | LAH         | 15  | 2                | 3                | 5                | 2                | -                | - | -                    | -                    | -                    |                      |                      |
| 2008-2009   | Monsters du lac Érié  | LAH         | 48  | 10               | 10               | 20               | 40               | -                | - | -                    | -                    | -                    |                      |                      |
| 2009-2010   | Monsters du lac Érié  | LAH         | 47  | 0                | 10               | 10               | 8                | -                | - | -                    | -                    | -                    |                      |                      |
| 2010-2011   | Oilers de Tulsa       | LCH         | 35  | 2                | 13               | 15               | 16               | -                | - | -                    | -                    | -                    |                      |                      |
| Totaux LAH  | Totaux LAH            | Totaux LAH  | 110 | 12               | 23               | 35               | 50               | -                | - | -                    | -                    | -                    |                      |                      |
| Totaux NCAA | Totaux NCAA           | Totaux NCAA | 137 | 32               | 75               | 107              | 90               | -                | - | -                    | -                    | -                    |                      |                      |